# Henometa clarki
Henometa clarki är en fjärilsart som beskrevs av Aurivillius 1908. Henometa clarki ingår i släktet Henometa och familjen ädelspinnare. Inga underarter finns listade i Catalogue of Life.